# Струк, Арсентий Данилович
Арсентий Данилович Струк (Епишенков) (23 августа 1935, ст. Пробуждение, Западная область — 4 сентября 2011, г. Калуга) — советский, русский, украинский поэт, прозаик, переводчик.

## Биография
Отец — Данила Васильевич Струк, украинский крестьянин родом из-под Чернобыля, в 1932 приехал на строительство железной дороги Сухиничи — Фаянсовая. Мать — Матрёна Васильевна Епишенкова, родом из деревни Космачёво Людиновского района, она тоже работала на этой стройке. В 1947 семья по оргнабору уехала на Сахалин.
В 1953 Арсентий Струк окончил штурманское отделение Углегорской мореходной школы. В 1953—1954 — матрос рыболовного траулера базы морского лова (г. Невельск).
В 1959 окончил теплотехнический факультет Киевского политехнического института. С 1959 по 1980 работал на инженерных и руководящих должностях на энергетических предприятиях в Киеве (Украина), на Кубе, в городе Людиново Калужской области.
С 1980 года Арсентий Струк проживал в Калуге, перейдя на профессиональную работу писателя и переводчика.
Печатался с 1963 года. Автор более сорока книг поэзии и прозы. Автор переводов на русский язык произведений современных латиноамериканских писателей. Снял более 30 короткометражных телевизионных фильмов о калужских писателях в цикле «Литературные прогулки».
Член Союза писателей СССР и Союза писателей России.

## Книги
- Равновесие : Кн. стихов — Тула : Приок. кн. изд-во, 1983.
- Неутихающее эхо. — М.: Советский писатель, 1987. — 304 с. — 30 000 экз.
- Равновесие : Кн. стихов. Тула : Приок. кн. изд-во, 1988
- Пламя у порога : Стихотворения и поэма. М. : Сов. писатель, 1991
- Морская авоська : Стихи для детей. Калуга : Золотая аллея, Б. г. (1993)
- Принцесса Линда и Кукарача : Сказка в стихах. Калуга : Золотая аллея, Б. г. (1993)
- Алтарь. Стихотворения. Обнинск : Принтер, 2000
- И жар земной и свет небесный… : Собрание стихотворений. Калуга : Полиграф-Информ, 2007
- Круженье лет : рассказы, повести, роман : проза : В 3 т. Калуга : Полиграф-Информ, 2005
- Лев над схваткой / Переводы с украинского. Калуга : Полиграф-Информ, 2010
- Мандарины под ёлкой : Стихотворения и сказка для детей. Калуга : Полиграф-Информ, 2010
- Мера. М. : РБП, 1993
- Мозаика на исходе века, 1961—1999. Калуга : Полиграф-Информ, 2007
- Вечерний невод. Калуга : Полиграф-Информ, 2010
- Рукопожатие. Калуга : Полиграф-Информ, 2010
- Фрески судьбы : книга стихотворений. Калуга : Полиграф-Информ, 2010.